# E371

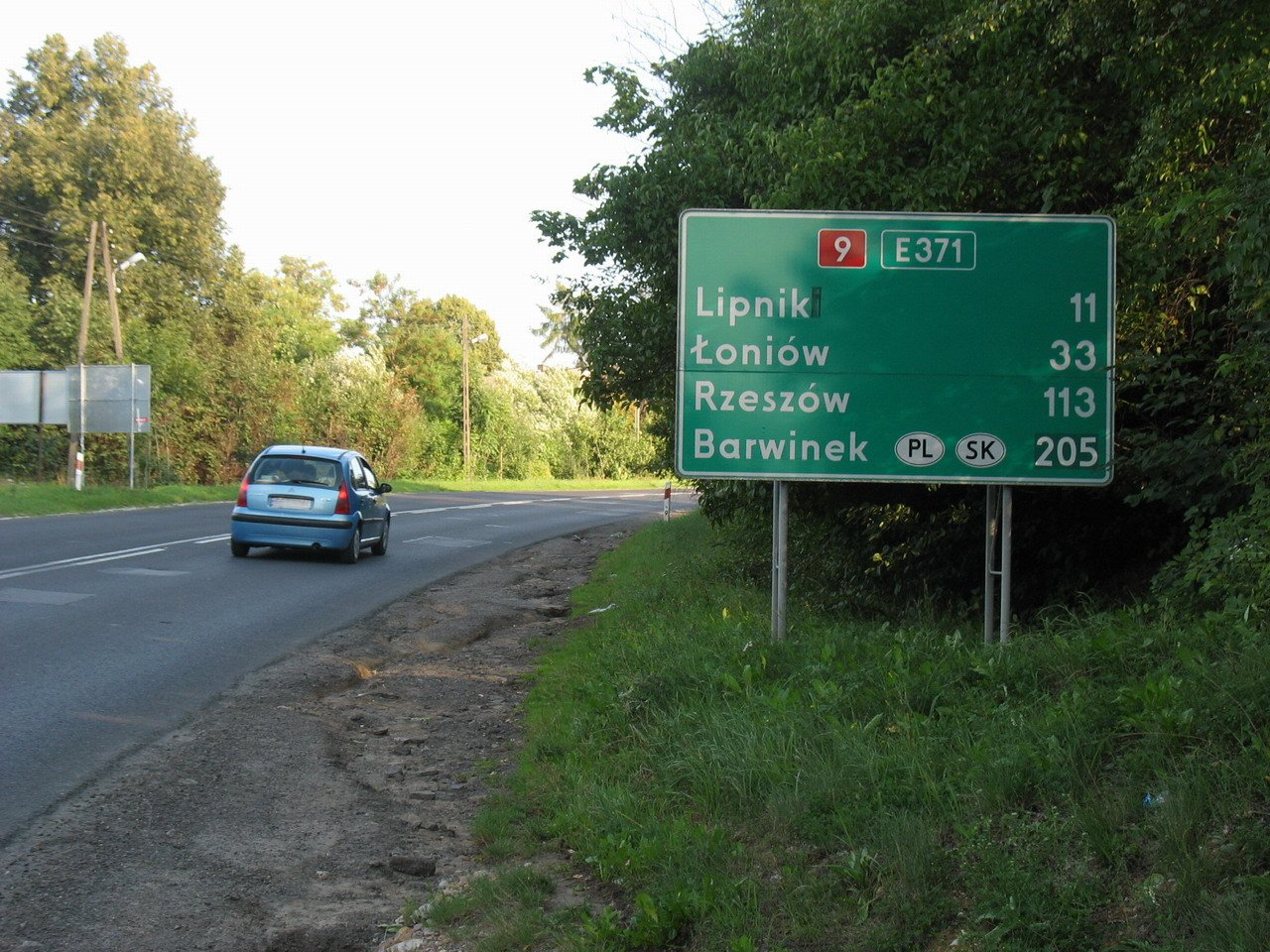
E371 en bit söder om Radom.

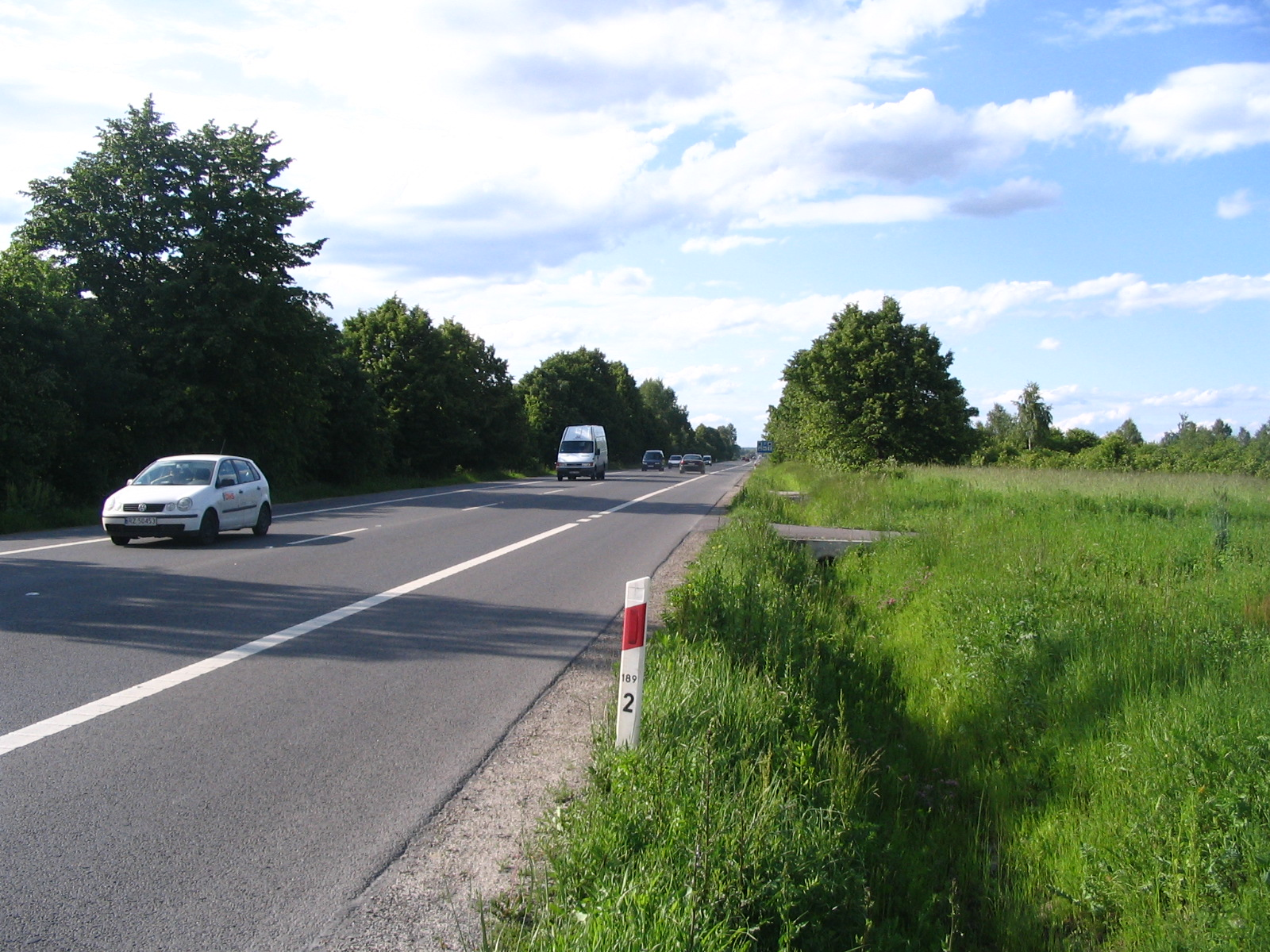
E371 strax norr om Rzeszów.

E371 eller Europaväg 371 är en europaväg som går från Radom i Polen till Prešov i Slovakien. Längd 360 km.

## Sträckning
Radom - Rzeszów - Barwinek - (gräns Polen-Slovakien) - Prešov

## Standard
Vägen är landsväg.

## Anslutningar
- E77
- E40
- E50